# Ajahn Jayasaro

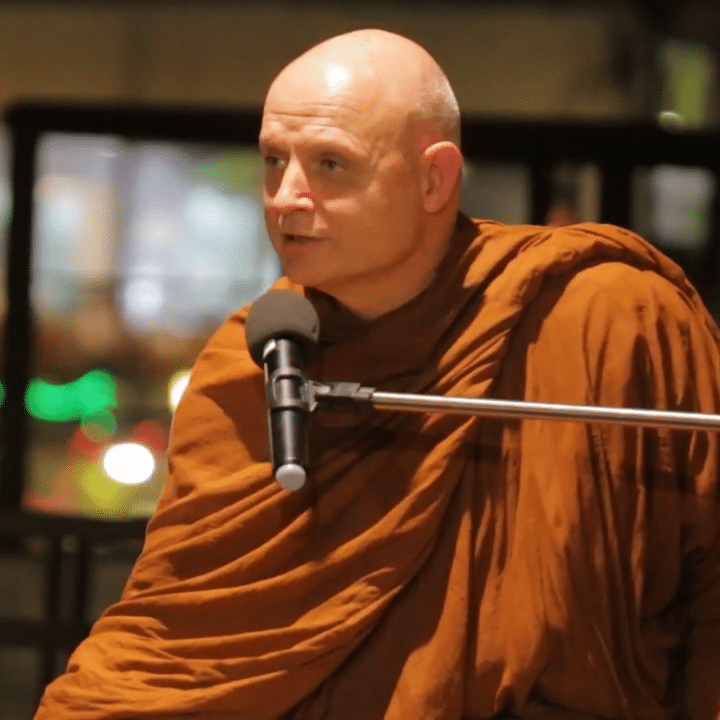
Ajahn Jayasaro durante evento em 2018

Ajahn Jayasaro (nascido Shaun Michael Chiverton) é um monge budista da linha Teravada, discipulo de Ajahn Chah. Nasceu na ilha de Wight na Inglaterra em 1958.
Em 1978 juntou-se à comunidade de Ajahn Sumedho para o retiro das chuvas como anagarika em 1978, de onde saiu em novembro para ir a Wat Pah Pong no noroeste da Tailândia onde ele se ordenou como noviço no ano seguinte como discípulo de Ajahn Chah, um dos mais renomados mestres de meditação da Tailândia. Ele teve ordenação completa em 1980 com Ajahn Chah como seu preceptor em 1980.
Durante muitos anos alternou entre retiros solitários e serviços para sua ordem monástica, até assumir em 1997 como abade de Wat Pah Nanachat, monastério internacional da linhagem de Ajahn Chah, onde permaneceu no cargo até o fim de 2002.
Desde então Ajahn Jayasaro tem vivido em um heremitério aos pés da montanha Khao Yai, ensinando regularmente em um centro de meditação próximo.
É uma figura central no movimento para integrar princípios de desenvolvimento budista na educação tailandesa. Possui diversos livros escritos e traduzidos para diversos idiomas, inclusive português.